# Dimitri Szarzewski
Dimitri Szarzewski (* 26. Januar 1983 in Narbonne, Département Aude) ist ein ehemaliger französischer Rugby-Union-Spieler. Er spielte als Hakler für Racing Métro 92 und die französische Nationalmannschaft.
Szarzewski begann seine Karriere beim AS Béziers. Im Jahr 2004 wechselte er zur Pariser Mannschaft Stade Français. Im selben Jahr feierte er auch sein Debüt für die Nationalmannschaft gegen Kanada. Seinen ersten Versuch legte er im Heimspiel gegen Südafrika im November 2005.
Im Jahr 2007 gelang Szarzewski mit Stade Français der Gewinn des Meistertitels in der Top 14, der ersten französischen Profiliga. Er wurde anschließend auch für die Weltmeisterschaft 2007 im eigenen Land nominiert, bei der Frankreich den vierten Platz errang. Bei der Weltmeisterschaft 2011 in Neuseeland wurde Dimitri Szarzewski mit seiner Nationalmannschaft Vizeweltmeister.
Am 29. Mai 2019 gab Dimitri Szarzewski bekannt, dass er seine Spielerkarriere am Ende der Saison beendet und die Jugendmannschaft seines Klubs trainieren wird.